# Bernay-en-Ponthieu
Bernay-en-Ponthieu – miejscowość i gmina we Francji, w regionie Hauts-de-France, w departamencie Somma.
Według danych na rok 2011 gminę zamieszkiwały 243 osoby, a gęstość zaludnienia wynosiła 24 osoby/km² (wśród 2293 gmin Pikardii Bernay-en-Ponthieu plasuje się na 803. miejscu pod względem liczby ludności, natomiast pod względem powierzchni na miejscu 438.).